# عبدل‌آباد، حاجی‌قبول
عبدل‌آباد، حاجی‌قبول (به ترکی آذربایجانی: Abdulabad) یک منطقهٔ مسکونی در جمهوری آذربایجان است که در شهرستان حاجی‌قبول واقع شده‌است. عبدل‌آباد ۲٬۸۳۸ نفر جمعیت دارد.